# Papubolbe eximia
Papubolbe eximia är en bönsyrseart som beskrevs av Max Beier 1965. Papubolbe eximia ingår i släktet Papubolbe och familjen Iridopterygidae. Inga underarter finns listade i Catalogue of Life.